# Jean Rousset
Jean Rousset (Ginebra, 1910 - Ginebra, 15 de septiembre de 2002) fue un crítico literario suizo especializado en la Literatura del Barroco. Hizo parte de la así llamada Escuela de Ginebra.

## Trayectoria
Rousset, ginebrino, realizó su actividad profesional en su ciudad natal. Estudió Letras y Derecho en la Universidad de Ginebra.
Estuvo luego como lector en Alemania (y de hecho fue un conocido traductor del alemán), pero luego regresó a su país. Entre 1953 y 1976, enseñó literatura francesa en la citada Université de Genève. Para su indagación, frecuentó la Sorbona y muchas bibliotecas de París.

## Orientación
Jean Rousset se empeñó en redescubrir la poesía barroca francesa a través de antologías, así como mediante numerosos trabajos: sus principales libros fueron publicados en París por José Corti. La traducción del libro de Eugenio d'Ors, en 1935, y los debates que suscitó le abrieron el camino, con otros autores, como Marcel Raymond, de modo que apelaron a la categoría del Barroco para hablar de poetas que habían sido dejados de lado por el positivismo.
Destaca su obra maestra Circe y el pavo real, de 1953, cuyo título remite a las metamorfosis de CIece y a la ostentación de esa ave. Su interés inicial se dirigió al tema de la inconstancia y la metamorfosis en las obras barrocas de la primera mitad del siglo XVII. Los disfraces, las fantasmagorías de entonces, sobre todo en Francia se ven expuestos con gran brillantez.
Su obra se remató con Última mirada sobre el Barroco, de 1998. Pero ha trabajado también sobre el teatro del siglo XVII (El interior y el exterior), sobre mitos de ese tiempo (como el Don Juan, a partir de Molière) o sobre aspectos particulares de esa literatura (Sus ojos se reencontraron).

## Obras
- Jean de La Ceppède, selección de textos, G.L.M., 1947.
- Andreas Gryphius, selección de textos y traducción, G.L.M., 1949.
- La Littérature de l'âge baroque en France. Circé et le Paon, París, José Corti, 1953; trad. esp. Circe y el pavo real, Barcelona, Seix-Barral, 1972.
- Anthologie de la poésie baroque française, selección de textos y presentación, París, Armand Colin, 1961 (y París, José Corti, 1988).
- Forme et Signification. Essais sur les structures littéraires de Corneille à Claudel, París, José Corti, 1962.
- L'Intérieur et l'Extérieur. Essais sur la poésie et sur le théâtre au XVIIe siècle, París, José Corti, 1968.
- Narcisse romancier. Essai sur la première personne dans le roman, París, José Corti, 1973.
- Le Mythe de Don Juan, París, Armand Colin, 1978.
- Leurs yeux se rencontrèrent. La scène de première vue dans le roman, París, José Corti, 1981.
- Le Lecteur intime. De Balzac au Journal, París, José Corti, 1986.
- Passages, échanges et transpositions, París, José Corti, 1990.
- Dernier regard sur le baroque, París,  José Corti, 1998.